# Južnoafrička Unija
Južnoafrička Unija (eng. Union of South Africa, afrikaans Unie van Suid-Afrika) je bila država koja se smatra prethodnicom današnje Južnoafričke Republike. Velika Britanija je 31. svibnja 1910. od svojih četiriju kolonija Kapska kolonija (Cape Colony), Natal, Slobodna Država Oranje i Transvaal utemeljila Južnoafričku Uniju. Ona je postala dominionom u okviru Britanskog Carstva s velikom unutrašnjom autonomijom bjelačkog stanovništva koje je ubrzo počelo provoditi politiku apartheida. U oba svjetska rata sudjeluje na strani Velike Britanije. Vijeće sigurnosti UN-a osudilo je politiku apartheida i krvavo gušenje crnačkih prosvjeda, a 1. travnja 1960. i uvelo sankcije protiv Južnoafričke Unije, kojoj je zabranjeno kupovanje oružja, isključena je iz međunarodnih organizacija te zabranjeno sudjelovanje na kulturnim i sportskim priredbama. Zbog podrške Velike Britanije sankcijama JAU se 31. svibnja 1961. proglasila Južnoafričkom Republikom i istupila iz Commonwealtha.